# Capillarite

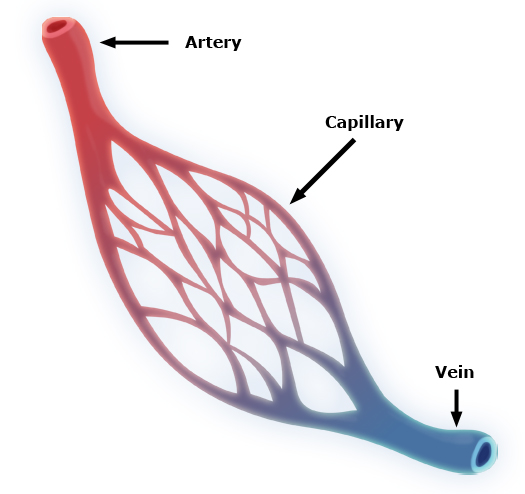
Système capillaire

La capillarite est une inflammation aiguë ou chronique des petits vaisseaux cutanés (artérioles, capillaires et veinules) siégeant principalement aux jambes.

## Définition
La capillarite est une lésion non spécifique, que l’on retrouve dans de nombreuses lésions cutanées.
Il s'agit des résultats de l'inflammation aiguë ou chronique d'un grand nombre de capillaires sanguins, parfois des artérioles et veinules attenantes, entraînant des manifestations cutanées prédominant aux jambes.
La capillarite ne doit pas être confondue avec les vascularites.
La capillarite peut être une forme acquise cutanée de télangiectasies.

## Présentation
Symptôme majeur de l'insuffisance veineuse la capillarite, se compose de la dermite ocre et  de l'atrophie blanche. La dermite ocre autour qui forme de larges placards au niveau des malléoles et des faces antérieures des tibias. Rouge violacé au début, ils deviennent définitivement bruns en raison des dépôts indélébiles d’hémosidérine. L’atrophie blanche correspond à l’obstruction des petits vaisseaux dermiques qui provoquent une ischémie microvasculaire circonscrite, d’origine thrombotique ou inflammatoire qui s’accompagne de douleurs aiguës. Elle se présente sous la forme de petites plaques irrégulières, atrophiques de couleur ivoirine parfois parcourues de fines télangiectasies. Souvent douloureuse, sa tendance à l’ulcération est importante. Les capillarites hypertrophiques prennent un aspect de chevelus capillaires malléolaires ou du dos du pied.

## Mécanisme
Dans l'insuffisance veineuse chronique, l'apparition de la capillarite est liée au fait que cette unité micro-circulatoire n'est pas protégée par des sphincters comme l'est l'artériole. Dès lors l’hyperpression retentit sur le capillaire veineux à la fois dans sa résistance et sa perméabilité, avec l’apparition d’un œdème. La paroi laisse passer les hématies, elle laisse fuir les protéines plasmatiques dont le fibrinogène et la fibrine qui s’accumule en manchons périvasculaires entretenant la capillarite. Celle-ci se pigmente en brun car plus les capillaires veineux dilatés laissent passer les hématies dans le derme plus le dépôt d'hémosidérine augmente constituant cette pigmentation brune.
Les capillarites ont d'autres causes et mécanismes en général mal connus. On retrouve parfois un mécanisme immunologique, ou un facteur allergique.
La capillarite survient au stade C4 de la classification CEAP de la maladie veineuse chronique.